# Sandvikens varv
Sandvikens varv (finska: Hietalahden telakka) är ett finländskt skeppsvarv grundat 1865. Det har sedan dess kontinuerligt byggt fartyg, under olika ägare men i huvudsak med samma inriktning. Det har hela tiden legat på samma plats på Munkholmen i västra Helsingfors.
Det första aktiebolaget bildades 1894. Ägarna var till en början under företagets historia finländska, men från 1991 utändska: norska, sydkoreanska och ryska.
Sandvikens varv har under hela sin verksamhetstid byggt fartyg. Framför allt fram till första världskriget tillverkades också olika verkstadsprodukter som ångmaskiner, ångpannor, pumpar och järnvägsvagnar. Fartygen har varit av olika slag, men under senare decennier har varvet specialiserat sig, med den mest kända specialiteten med början under 1930-talet isbrytare och andra isgående fartyg med hög isklass.
Varvet var det första nybyggnadsvarvet i Helsingfors och är sedan 1987 det enda i staden och regionen.

## Historik

### Helsingfors Skeppsdocka (1865–1894)
Huvudartikel: Helsingfors Skeppsdocka
Helsingfors Skeppsdocka grundades av industrimannen Adolf Törngren, vilken hamnade i ekonomiska trångmål redan i uppbyggnadsskedet. Ägarskapet övertogs därför 1866 av Tammerfors Linne- & Jern-Manufaktur Ab, som slutförde anläggandet med att bygga en över 90 meter lång torrdocka samt ett antal verkstadshallar. Ännu i slutet av 1880-talet var lönsamheten dålig, varför ägarföretaget beslöt att avveckla sina intressen. Varvet köptes 1880 av ingenjören Oskar Eklund, som gjorde ytterligare investeringar och tog upp produktion av järnvägsvagnar. Bolaget gick dock i konkurs 1894.

### Sandvikens Skeppsdocka och Mekaniska verkstad (1894–1938)
Huvudartikel: Sandvikens Skeppsdocka och Mekaniska Verkstad
Konkursboet efter Helsingfors Skeppsdocka köptes av handlaren J.C. Burmeister, som organiserade ett nytt företag med namnet Ab Sandvikens Skeppsdocka och Mekaniska Verkstad. I början av 1900-talet hade varvet omkring 300–400 anställda.
Under tidigt 1900-tal byggde varvet främst ångmaskindrivna passagerarfartyg, bogserbåtar och kustbevakningfartyg samt pråmar för kunder i Finland och Ryssland. Mellan 1900 och 1914 tillverkades minst 60 fartyg. Åren 1910–1918 levererades 30 motorfartyg, försedda med motorer från Bolinders Mekaniska Verkstad. 
Under 1920-talet hade varvet en låg orderingång på fartyg och ingen alls på järnvägsvagnar. Det andra stora varvsföretaget i Helsingfors, Maskin och Bro, köpte företaget 1926. År 1933 fick varvet en stor flytdocka.

### Wärtsilä, Helsingforsvarvet (1938–1987)
Huvudartikel: Wärtsilä, Helsingforsvarvet
Wärtsilä, under ledning av Wilhelm Wahlforss, övertog 1935 Maskin och Bro, inklusive Sandvikens Skeppsdocka och Mekaniska Verkstad, efter det att Maskin och Bros huvudägare Robert Mattson dött. Varvet i Sandviken integrerades helt i Wärtsilä som ett affärsområde i juli 1938.

### Wärtsilä Marinindustri, Helsingforsvarvet (1987–1989)
Huvudartikel: Wärtsilä Marinindustri
Wärtsilä Marinindustri bildades 1987 genom en stor strukturaffär inom den finländska verkstads- och varvsindustrin, som följde i spåren av ökad internationell konkurrens inom skeppstillverkning på 1970- och 1980-talen. Ett byte av företag gjordes mellan det privata finländska konglomeratet Wärtsilä och det statliga konglomeratet Valmet. Wärtsilä Marinindustri bildades genom sammanslagning av Wärtsiläs varv i Helsingfors och Åbo och Valmets varv i samma städer. Wärtsilä var majoritetsägare i företaget och Valmet minoritetsägare.
Wärtsilä Marinindustri gick i konkurs 1989.

### Masa-Yards och Kvaerner Masa-Yards, Helsingforsvarvet (1989–2004)
Huvudartiklar: Masa-Yards och Kvaerner Masa-Yards
Efter konkursen i Wärtsilä Marinindustri bildades hösten 1989 Masa-Yards för att rädda tillverkningen vid de två största nybyggnadsvarven inom Wärtsilä Marinindustri: Sandvikenvarvet i Helsingfors och Pernovarvet i Åbo. Ägarkonstellationen bestod av den finländska staten, Föreningsbanken i Finland och rederier som hade påbörjade fartygsbyggen på de båda varven. Bakom organiserandet av räddningsoperationen stod Martin Saarikangas, som bland annat varit hög chef inom Wärtsilä och chef för Sandvikenvarvet 1981–1985. Tanken var att bolaget skulle sköta driften under en begränsad period.
Norska Kvaerner ASA köpte 1991 Masa-Yards och döpte om det till Kvaerner Masa-Yards. Martin Saarikangas satt kvar som chef för detta företag fram till 2001, från 1998 också som koncernchef för Kvaerner ASA:s hela varvsgrupp.

### Aker Finnyards, Helsingforsvarvet och STX Finland, Helsingforsvarvet (2004–2008)
Huvudartikel: Aker Finnyards
Aker Yards Oy 2004 som Aker Finnyards genom sammanslagning av Kvaerner Masa-Yards och Finnyards. Bägge företagen var norskägda inom Aker Yards Group med Kjell Inge Røkke som dominerande ägare. Genom sammanslagningen kom alla de stora finländska skeppsvarven inom samma organisation. inklusive Raumo varv (finska: Rauman telakka) i Raumo. Företaget bytte 2006 namn till Aker Yards Oy.

### STX Finland, Helsingforsvarvet (2008–2012)
Huvudartikel: STX Finland
År 2008 avyttrade Akers ASA sitt finländska dotterbolag till sydkoreanska STX-gruppen, som under 2000-talet snabbt byggt upp en mycket stor varvsgrupp i Europa. Företaget namnändrades till STX Cruise Finland Oy och senare till STX Finland Oy. Företaget upplöstes efter ekonomiska svårigheter omkring 2014, varvid såldes Pernovarvet i Åbo såldes, varvet i Raumo lades ned (för att återuppstå under nya ägare som Rauma Marine Constructions) och Sandvikenvarvet omorganiserades till ett samriskföretag.

### Arctech Helsinki Shipyard och Helsinki Shipyard (från 2012)
Huvudartikel: Helsinki Shipyard
Helsinki Shipard Oy, 2012–2019 Arctech Helsinki Shipyard Oy, är specialiserat på isbrytare och isgående fartyg. 
Som en del av upplösningen av varvsföretaget STX Finland Oy, bildades 2012 samriskföretaget Arctech Helsinki Shipyard Oy mellan sydkoreanska STX Europe och ryska United Shipbuilding Corporation för att fortsätta driften av Sandvikenvarvet i Helsingfors. År 2015 övertog United Shipbuilding Corporation hela aktiekapitalet.
Som en följd av amerikanska sanktioner efter Rysslands annexion av Krim 2014 och annekteringen av Donetsk samma år, övertogs Arctech Helsinki Shipyard 2019 av ryskägda Algador Holdings Ltd. Företaget bytte då namn till Helsinki Shipyard Oy.

## Bildgalleri

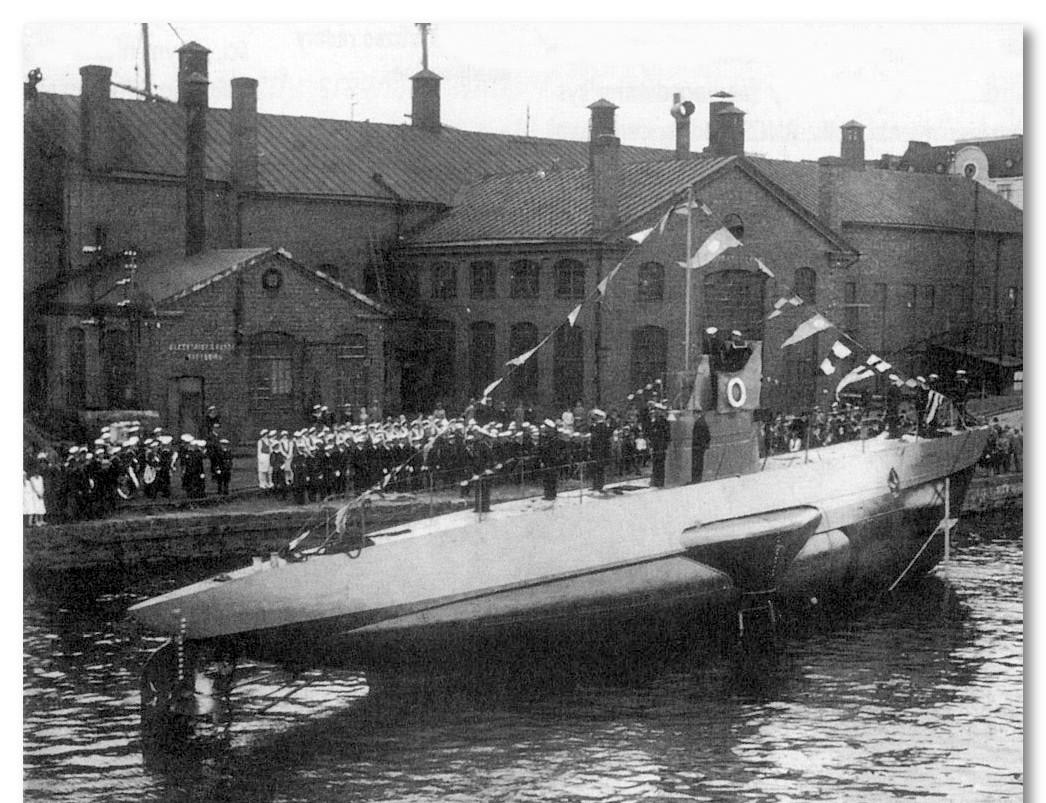
Sjösättning av den finländska ubåten Saukko, 1930
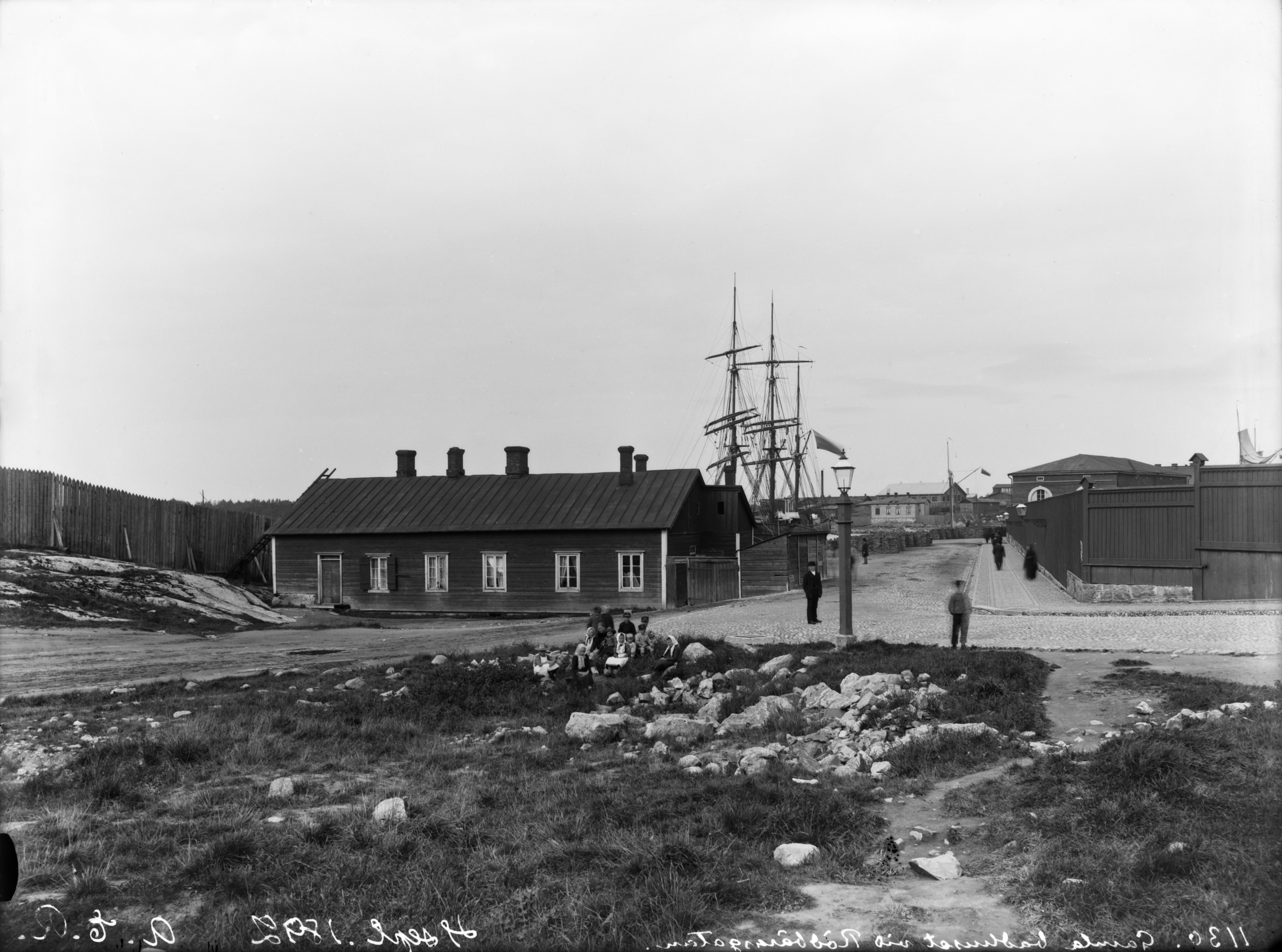
Varvsgatan, 1892
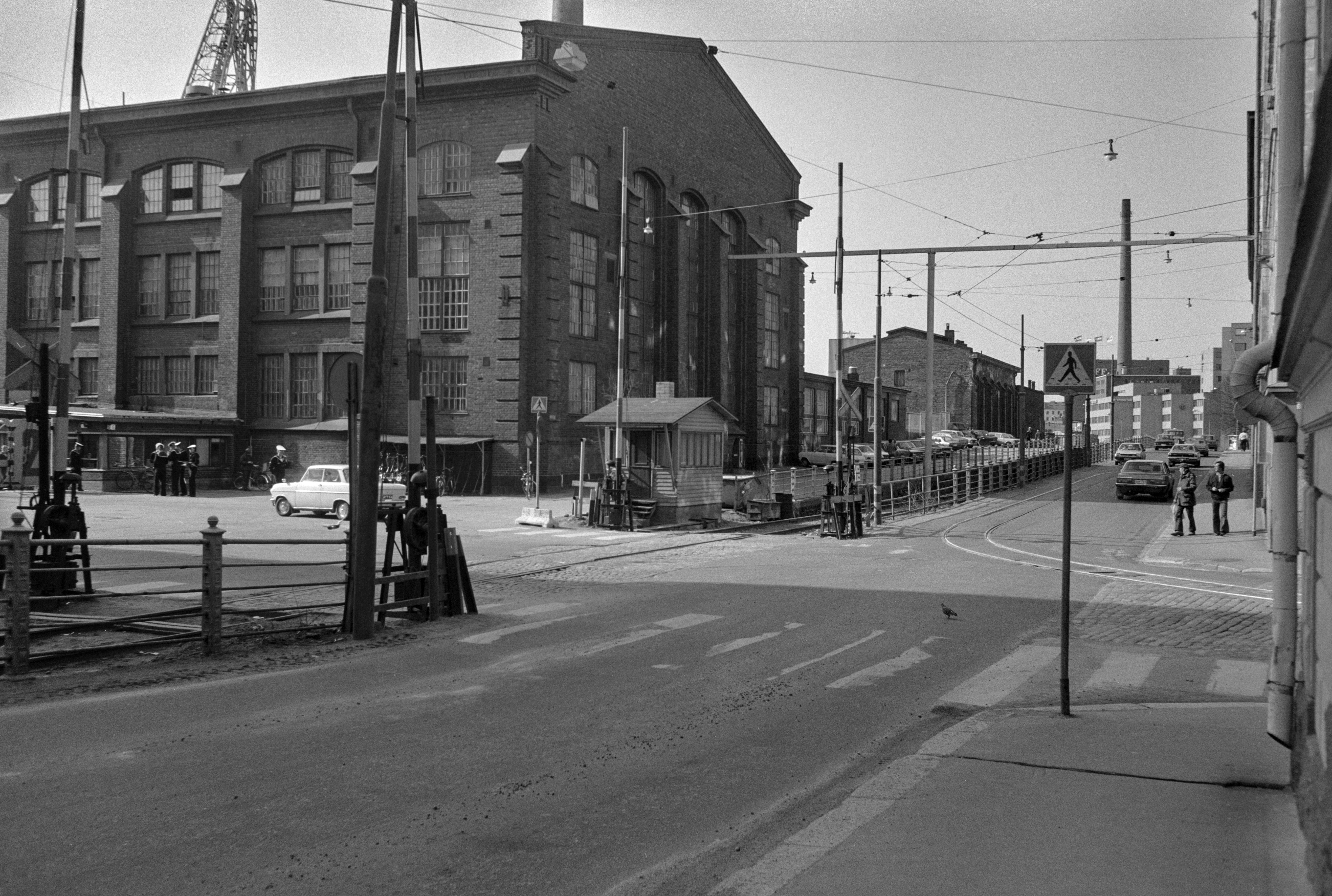
Industrispåret vid Varvsgatan, 1982
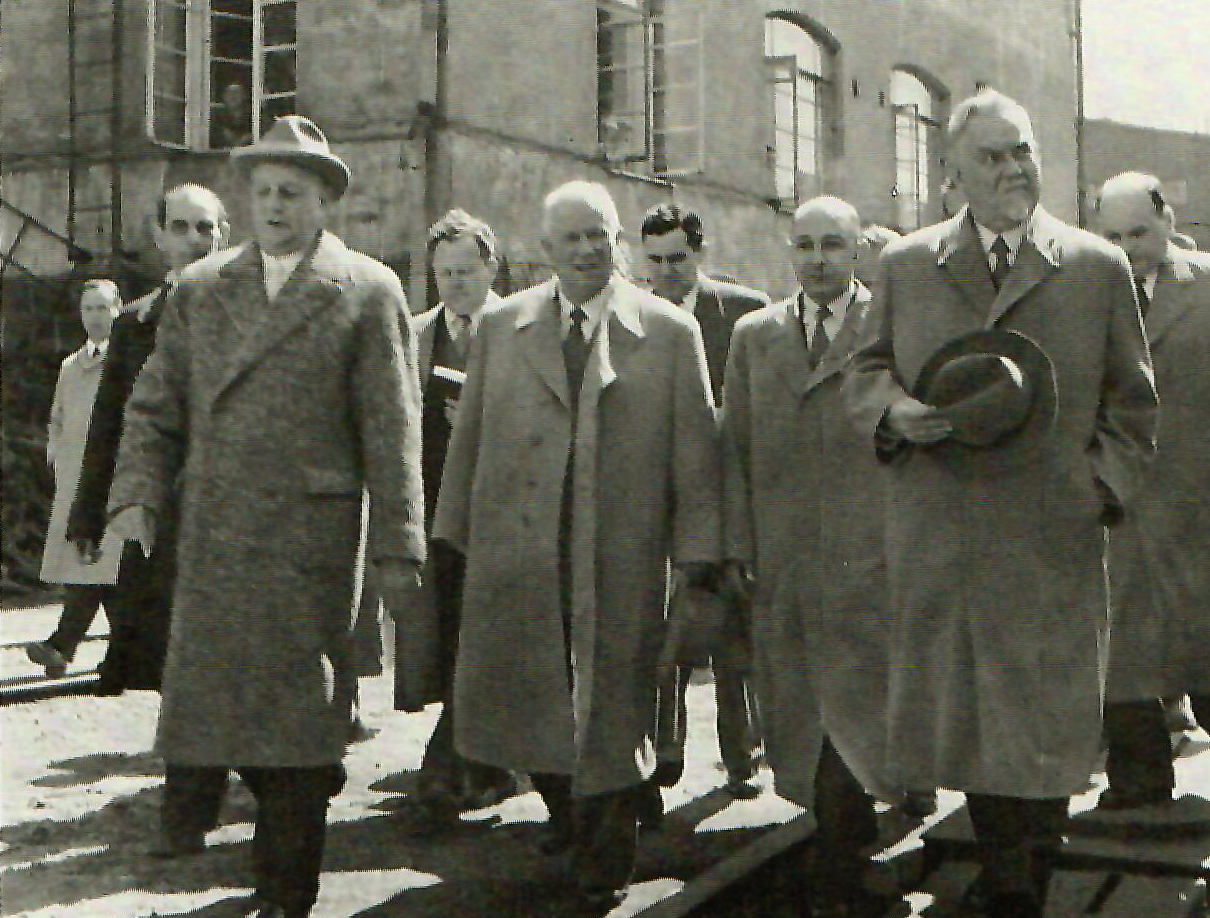
Nikita Chrusjtjov och Nikolaj Bulganin på besök på Sandvikenvarvet 1957. Till vänster Wärtsilächefen Wilhelm Wahlforss.
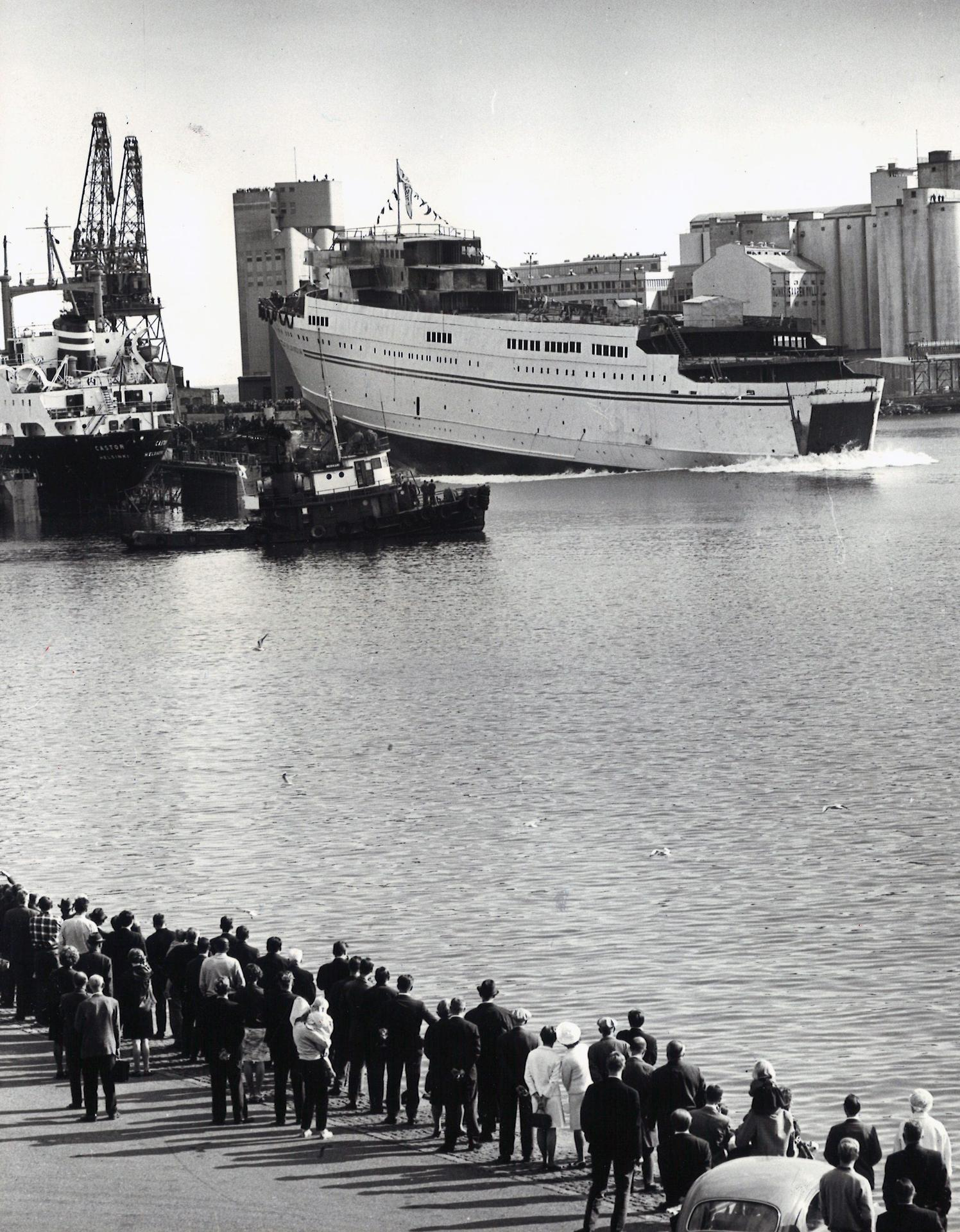
Sjösättning av roro-fartyget M/S Finlandia, 1966
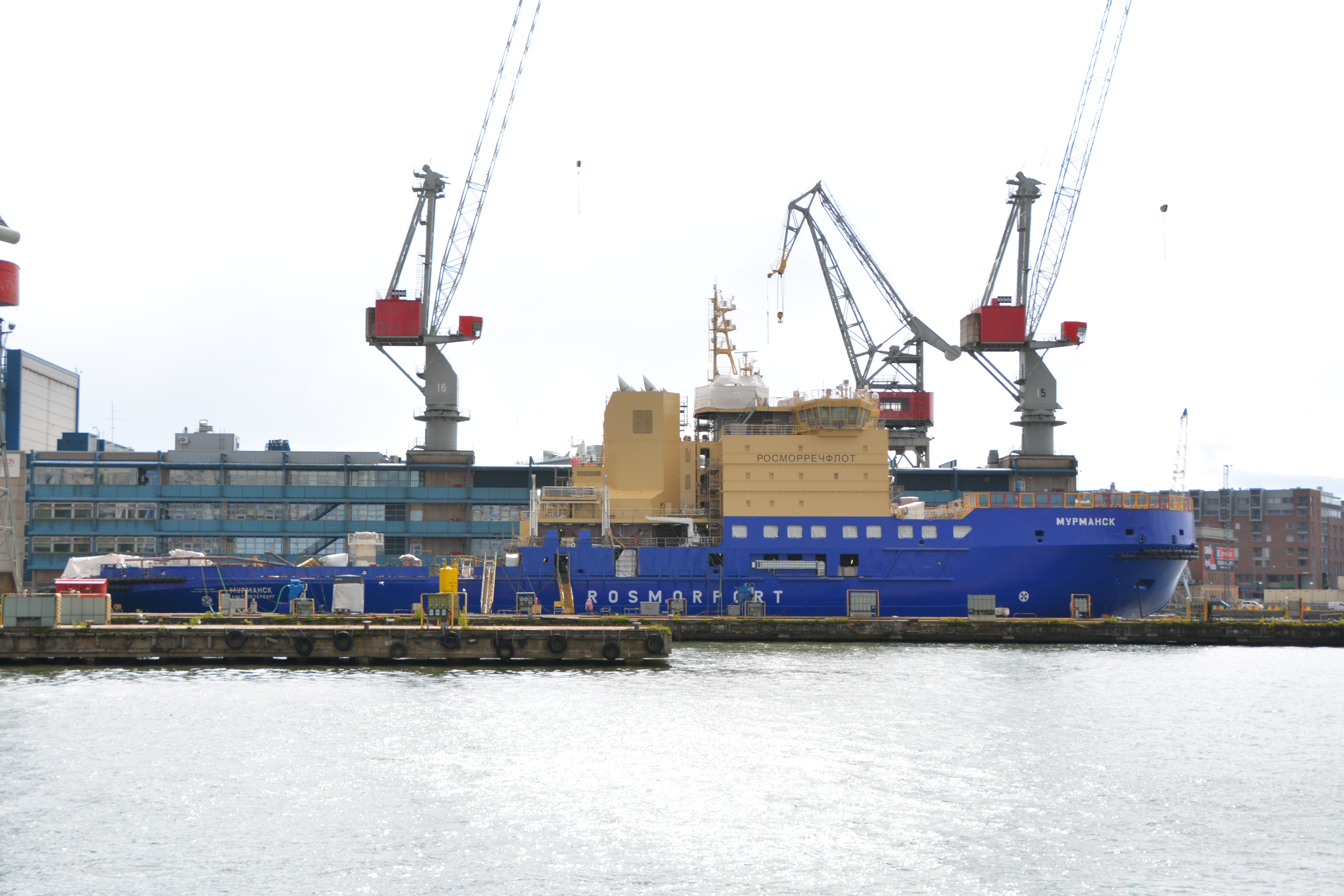
Ryska isbrytaren Murmansk vid utrustningskajen, 2015
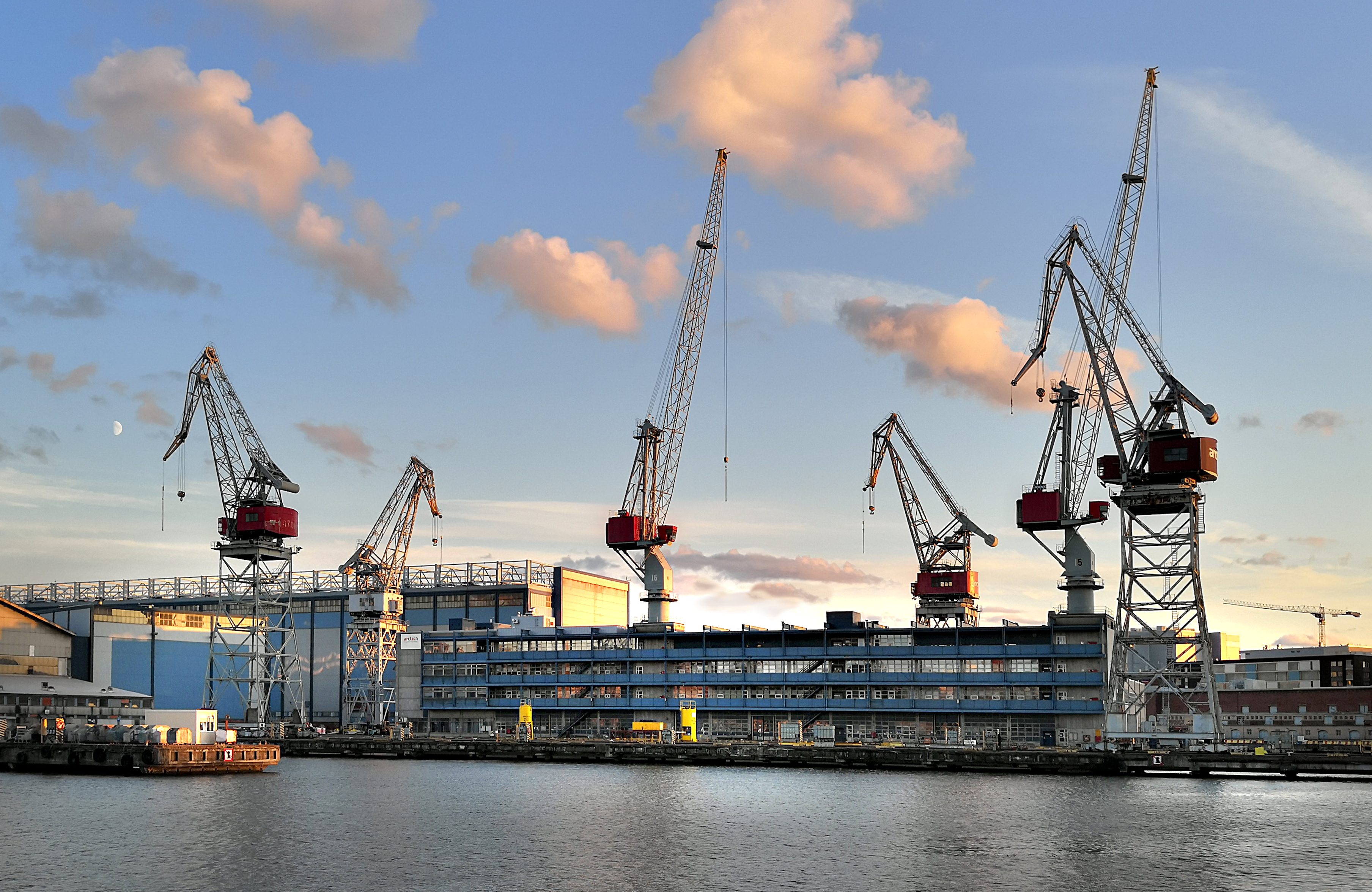
Arctech Helsinki Shipyard, 2018